# Maruèjols
Maruèjols (en francès Marvejols) és un municipi francès situat al departament del Losera i a la regió d'Occitània. L'any 1999 tenia 5.501 habitants.